# Филипо Брунелески
Филипо Брунелески (итал. Filippo Brunelleschi; Фиренца, 1377 — Фиренца, 15. април 1446) био је италијански архитекта, вајар и инжењер. Један је од пионира нове архитектуре ране ренесансе у Италији. Имао је велики значај за развој целокупне ренесансе у Италији. Његово најзначајније дело је купола катедрале Санта Марија дел Фјоре (1420 — 1436), која је конструисана уз помоћ машине коју је Брунелески изумео за тај подухват. Велики део онога што се зна о његовом животу и делу је захваљујући млађем савременику Антонију ди Тучио Манетију, који је 1480. године написао његову биографију.

## Биографија
Рођен је 1377. године, у време великих иновација, као син добростојећег фирентинског бележника. Отац га је васпитао у духу хуманизма на текстовима и делима научника и књижевника као што је Данте. Добио је добро опште образовање. Своје школовање почео је као златарски шегрт, а мајсторску дозволу добија 1404. Прво је радио као златар и вајар потом учествује на конкурсу за врата фирентинске крстионице након чега се опредељује за архитектуру. Спада у ону врсту архитеката који нису имали никакво грађевинско или архитектонско образовање. Његово дело утицало је на развој ренесансе, а од уметника–савременика највише је утицао на Микелоцо Микелоција који се у неким изворима води као његов ученик.

## Дело
Брунелески је био свестран и надарен уметник пре свега скулптор и архитекта. Године 1401. учествовао је на конкурсу за израду северних врата крстионице Сан Ђовани у Фиренци на ком је учествовало седам младих скулптора. Скулптура не само да носи многе облике хуманизма већ се јавља одвојено од архитектуре и представља самостално уметничко дело. Рачуна се да је на овом конкурсу учињен прелаз према ренесанси. Са Брунелескијем зграда није савладала човека већ је први пут човек пропорцијом долазио до закона и простора применом математике и надовезујући на метрику и модул романике долазио до законитости за разлику од случајности у романском простору. Лоренцо Гиберти је предложио пројекат врата у готичком стилу, али је порота изабрала да ова два уметника треба да раде заједно на пројекту што је Брунелескија наљутило и он одлази у Рим где је студирао античку архитектуру заједно са својим пријатељем Донателом. На основу студија почео је да примењује правила линеарне перспективе. У својим радовима није само имитирао античке грађевине. При изградњи куполе фирентинске катедрале сличност са Пантеоном је постигнута само у изгледу, а конструкција је у потпуности нова. Брунелески се инспирисао из средине у којој је поникао, у романској, готичкој и тосканској архитектури.
У архитектонској расправи коју је написао између 1451. и 1464. године, Антонио Филарете изненада прекида своје дидактичко излагање о пореклу лука и портала и покреће панегирик о облицима антике и о човеку који их је вратио у живот: „Много морам хвалити оне који следе начин и стил Старих у њиховим конструкцијама, а ја благосиљам душу Филипа ди Сер Брунелескија, грађанина Фиренце, прослављеног и најдостојнијег архитекте и најлукавијег имитатора Дедала [градитеља лавиринта на Криту и стога оца свих архитеката]. Он је био тај који је оживео у нашем граду Фиренци тај антички начин градње, и то тако да се у наше време не примењује ниједан други систем осим античког, било да се ради о црквама, јавним зградама или приватним кућама. А да је то заиста тачно, видећете из чињенице да сви, када граде куће или цркве, захтевају овај стари начин градње.”
Па ипак, Брунелески је своју посебну славу дуговао делу које су његови савременици сматрали више необјашњивим чудом технике него неупоредивим уметничким делом: купола фирентинске катедрале. У предговору својој расправи о сликарству из 1435. године, Леон Батиста Алберти себе поставља за гласноговорника својих суграђана: „Ко је тамо тако далеко отишао у поносу и зависти да није хвалио архитекту Пипа (Филипа Брунелескија) када је гледао ову његова конструкцију, толико моћну, да јуриша на небеса, довољно огромну да својом сенком покрије читава насеља Тоскане? Подигнута без икаквог савијања дрвене скеле, то је дело тако вешто да су, по мом мишљењу, Стари о њему исто тако мало чули и знали као што је његово извођење изгледало невероватно у наше време.”

## Архитекта

### Болница за сирочад
Брунелески се постепено опредељивао за архитектуру. Године 1419. радио је на фирентинској болници за сирочад („Ospedale degli Innocenti“) која се сматра манифестом ренесансне архитектуре. Брунелескију је као инспирација послужила романско тосканска архитектура. Његов циљ је био да створи нови архитектонски правац употребом елемената античке архитектуре и достизањем новог схватања хармоније и лепоте.
Више година посветио је градњи куполе храма Санта Марија дел Фјоре у Фиренци.

### Купола катедрале Санта Марија дел Фјоре
За реализацију куполе био је почетком XV века расписан конкурс на којем је победио Филипо Брунелески. Пројекат је предвиђао изградњу осмоугаоне куполе. Градња је трајала од 1420. до 1434. године. Купола је грађена са спољне ка унутрашњој страни од опеке које су стављане у виду рибље кости. Приликом грађења нису употребњаване скеле. Ова купола је трећа у оквиру распона куполе у свету јер је мања од куполе светог Петра у Риму (мања за 60 cm.) и мања од Пантеона. 
Ова огромна грађевина тешка је 37.000 тона и изграђена је од 4.000.000 опека. Он је радио неколико модела и слика током конструкције и морао је проналазити посебна решења за ове радове који су дали прилог у архитектури. Приликом изградње куполе Брунелески је конструисао један велики дрвени кран којим је дизао материјал за изградњу. Ту је он употребио и појачања камена затегама од гвоздених ланаца и положио камене темељце за употребу челичних конструкција као армираног бетона у каснијим столећима. Овим плановима ругао се Гиберти и називао их је немогућим.
Задатак да уобличи огроман простор између ступова који још нико није решио он је започео 1420. године. Он је овде употребио проналаске готичке архитектуре. Његово решење је сматрано за чудо грађевинске технике. Градња куполе је трајала до 1434. године Он је ипак није видео у садашњем изгледу и после његове смрти је купола допуњена латерном и златном куглом. Купола је покрила простор од 42 m² који је био мањи од највеће куполе света античког Пантеона за само 1,2 m².

### Црква Сан Лоренцо
Ђовани Медичи је поверио Брунелескију градњу „Старе сакристије“ у цркви „Сан Лоренцо“ погребне капеле породице Медичи. Брунулески је ту створио од 1420 — 1428. године мајсторско дело ране ренесансе. Њен ентеријер припомиње троделну романску базилику.

### Црква Сан Спирито
Панданом цркве Сан Лоренцо је „храм Сан Спирито“ који се налази на супротној обали реке Арно. Његов пројекат је израдио Брунелески 1428. године на захтев богатих фирентинских породица, а градња је започета 1436. године и трајала је и после смрти овог уметника и резултат је био један од најлепших храмова, ренесансних цркава у Фиренци.

### Капела Паци у цркви Санта Кроче у Фиренци
Последње дело Брунелескија је „капела Паци“ у цркви Санта Кроче у Фиренци. Ни једно прочеље од Брунелескијевих дела није сачувало свој првобитни изглед. Новија истраживања показују да то није било ни са случајем капеле Паци која је започета 1430. година, а Брунелески је умро 1446. године и није могао пројектовати прочеље у његовом данашњем облику. То је ипак оригинална творевина која је у потпуности различита од дотадашњих зграда и средњовековних прочеља.

## Цивилна архитектура
Брунелески се није бавио само црквеном архитектуром, он је аутор фирентинске ренесансне палате. Брунелески је осим сакрилиних градио и цивилне грађевине. Одликује их чврст и робустан изглед и камен обрађен у босажу у приземљу, а на спратовима у „лакшим“ обрадама камена, на фасадама, постоји „математичка композиција“ - три спрата као појединачни делови, повезани су међусобно и са полукружним луковима на прозорским отворима у правилном распореду одражавају геометријску дисциплину. По његовим пројектима је изграђена најмонументалнија палата за породицу Пити која ипак због своје огромне величине није завршена у пројектованом обиму и завршена је тек 1577. (од стране медичијеваца, Бартоломео Аманати).
После своје смрти 1446. године архитекта је сахрањен у подземним одајама фирентинског дома.

## Попис најважнијих дела
- купола фирентинске катедрале, Фиренца (1419 —1436. )
- црква , Фиренца (1421 —1440. )
- Дечја болница за сирочад са тргом Ospedale degli Innocenti, Фиренца (1424 —1445. )
- Палата Parte Guelfa, Фиренца (1420 —1445. )
- црква  (Свети Дух), Фиренца (1434 —1482. )
- Капела Паци, Kapela Pazzi, Фиренца (1429 —1461. )
- црква  - Свете Марије од анђела, Фиренца (1434 —1437. )